# 格林維尤六號縣區 (伊利諾伊州默納德縣)
格林維尤六號鎮區（英語：Greenview No.6 Precinct）是位於美國伊利諾伊州默納德縣的一個縣區。

## 地方資料
根據2010年美國人口普查的數據，格林維尤六號鎮區的面積為58.89平方千米，當中陸地面積為58.61平方千米，而水域面積為0.28平方千米。當地共有人口1038人，而人口密度為每平方千米17.63人。